# Ramphotyphlops mansuetus
Ramphotyphlops mansuetus là một loài rắn trong họ Typhlopidae. Loài này được Barbour mô tả khoa học đầu tiên năm 1921.